# Sebastian Gonera
Sebastian Gonera (ur. 18 grudnia 1971 w Katowicach) – polski hokeista, reprezentant Polski, górnik. 

## Kariera
- Naprzód Janów (1991-1995)
- Unia Oświęcim (1995-2004)
- GKS Tychy (2004-2011)

Występował w Naprzodzie Janów. Do 2011 był zawodnikiem GKS Tychy. Po czym zakończył karierę zawodniczą.
Łącznie w polskiej lidze rozegrał 955 meczów, w których strzelił 166 goli i zaliczył 306 asyst. Miał przy tym 705 minut kar.
Do 2009 występował w kadrze Polski. Uczestniczył w turniejach mistrzostw świata w 1992 (Grupa A), 1995, 1996, 1997, 1998, 1999, 2000 (Grupa B), 2001 (Elita), 2003, 2004, 2005, 2006, 2007, 2009 (Dywizja I). Zajmuje trzecie miejsce pod względem liczby występów w reprezentacji Polski (188 meczów).
W trakcie kariery określany pseudonimem Keaton.
Ma żonę Karinę oraz dwie córki: Karolinę oraz Natalię. Od 2011 pracuje zawodowo jako specjalista od zabezpieczania kopalnianych ścian w dziale wentylacji Kopalni Węgla Kamiennego Wieczorek (Janów-Nikiszowiec).

## Sukcesy
Reprezentacyjne
- Awans do MŚ Elity: 2001

Klubowe
- Złoty medal mistrzostw Polski (8 razy): 1998, 1999, 2000, 2001, 2002, 2003, 2004 z Unią i 2005 z GKS Tychy
- Srebrny medal mistrzostw Polski (8 razy): 1992 z Naprzodem, 1996, 1997 z Unią i 2006, 2007, 2008, 2009, 2011 z GKS Tychy
- Brązowy medal mistrzostw Polski (1 raz): 2010
- Puchar Polski (6 razy): 2000, 2003 z Unią i 2006, 2007, 2008, 2009 z GKS Tychy